# Det sägs på stan
Det sägs på stan är en svensk dramafilm från 1941 i regi av Per Lindberg. I huvudrollerna ses Arnold Sjöstrand, Gudrun Brost och Marianne Löfgren.

## Handling
En småstad skakas av anonyma brev där dolda sanningar om olika familjer avslöjas.

## Om filmen
Det sägs på stan hade premiär i ett antal svenska städer den 29 september 1941. Stockholmspremiär ett par veckor senare på biograf Riviera vid Sveavägen. Filmen har visats i SVT.

## Rollista i urval
- Olof Sandborg – advokat Forsenius
- Carl Ström – stadsläkare doktor Grip
- Hilding Gavle – stadsfiskal Nilsson
- Marianne Löfgren – Jeanette, överste Fristedts köksa
- Arnold Sjöstrand – adjunkt Martin Bilt
- Gudrun Brost – Greta Bilt, hans hustru
- Torsten Bergström – godsägare Fristedt
- Elsa-Marianne von Rosen – Bessie Fristedt, hans dotter
- Erik Rosén – överste Fristedt, godsägarens kusin
- Oscar Ljung – apotekare Törring
- Mona Mårtenson – Klara Törring, hans hustru
- Bengt Ekerot – Sven Törring, deras äldste son
- Börje Nilsson – Nils Törring, deras yngste son
- Elsa Widborg – postexpeditör Jansson
- Willy Peters – urmakare Friis
- Emil Fjellström – Karlsson, polis
- Inga-Lilly Forsström – Petra, Jeanettes dotter
- Peter Höglund – trädgårdsmästare
- John Norrman – fotograf
- Folke Helleberg – greve Axel, Bessies fästman
- Helga Hallén – Alice, biträde i blomsteraffär
- Charley Paterson – Larsson, Fristedts betjänt
- Helge Hagerman – kafégäst
- Robert Ryberg – kafégäst, man på basar
- Gösta Bodin – kafégäst, man i postkö
- Helga Brofeldt – expedit i sybehörsaffär
- Thyra Larsson – kund i sybehörsaffär, dam på basar
- Siri Olson – kafégäst, biträde i blomsteraffär
- Lisbeth Bodin – flicka i sångkör på basar
- Mary Hjelte – expedit i sybehörsaffär
- Nancy Dalunde – flicka på basar
- Linnéa Hillberg – Selma Grip, stadsläkarens hustru